# Bonapartia pedaliota
Bonapartia pedaliota es una especie de pez, la única del género Bonapartia, de la familia de los gonostomátidos o peces luminosos.
El nombre del género fue puesto en honor del naturalista francés C. L. Bonaparte, célebre por su trabajo en taxonomía.

## Anatomía
Se desconoce la longitud que puede alcanzar, aunque se ha descrito en capturas una longitud máxima de 7'2 cm. En la aleta dorsal no presenta espinas y tiene entre 16 y 20 radios blandos, mientras que en la aleta anal tampoco tiene espinas y unos 30 radios blandos. El opérculo y peritoneo son de color plateado, mientras que la cola es translúcida ventralmente y los radios de las aletas dorsal y caudal son pigmentados.
Presenta una hilera simple de fotóforos en el cuerpo.

## Distribución y hábitat
Es un pez marino batipelágico de aguas profundas, que habita en un rango de profundidad entre los 100 y 1200 metros. Se distribuye por el este del océano Atlántico raro al norte del golfo de Cádiz (España), desde las islas Canarias al golfo de Guinea; también por la costa oeste tropical del océano Atlántico hasta Canadá en el norte, así como por aguas tropicales del océano Índico.
Es una especie mesopelágica, que muestra una marcada distribución de tamaños con la profundidad, encontrándose los individuos de mayor tamaño en las zonas más profundas, también batipelágico. Exhiben cambios de color, oscureciéndose un poco durante la noche. Se alimenta de zooplancton.